# Prefettura apostolica di Chocó
La prefettura apostolica di Chocó (in latino: Praefectura Apostolica de Chocó) è una sede soppressa della Chiesa cattolica in Colombia.

## Storia
La prefettura apostolica di Chocó fu eretta il 28 aprile 1908 ricavandone il territorio dalla diocesi di Antioquia.
L'opera di evangelizzazione del territorio fu affidata ai missionari Claretiani.
Il 5 febbraio 1917 cedette alla diocesi di Jericó il territorio di El Carmen.
Il 14 novembre 1952 cedette porzioni di territorio a vantaggio dell'erezione dei vicariati apostolici di Quibdó (oggi diocesi) e di Istmina (oggi diocesi di Istmina-Tadó).
Un mese dopo, il 17 dicembre, ciò che restava del territorio della prefettura apostolica fu suddiviso fra le nuove diocesi di Armenia e di Pereira e contestualmente la prefettura apostolica fu soppressa.

## Cronotassi dei prefetti apostolici
- Francisco Gutiérrez, C.M.F. † (1912 - 29 aprile 1930 dimesso)
- Francisco Sanz Pascual, C.M.F. † (27 febbraio 1931 - 1952 deceduto)